# Alp Arslan

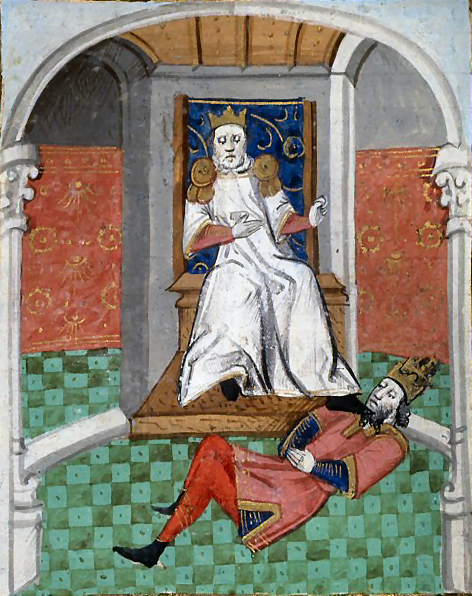
Alp Arslan

Alp Arslan (turkiska Alparslan, "modiga lejonet"), född 20 januari 1029, död 15 december 1072, var en seldjukturkisk sultan som härskade över Persien från 1063. Han vann slaget vid Manzikert  1071 mot det Bysantinska riket och kejsaren Romanos IV och lyckades på så sätt erövra Mindre Asien där han grundade Rumsultanatet.